# Kalopolynema
Kalopolynema is een geslacht van vliesvleugeligen uit de familie Mymaridae. De wetenschappelijke naam van dit geslacht is voor het eerst geldig gepubliceerd in 1960 door Ogloblin.

## Soorten
Het geslacht Kalopolynema is monotypisch en omvat slechts de volgende soort?:
- K. discrepans Ogloblin, 1960
- K. ema (Schauff & Grissell, 1982)
- K. mizelli Triapitsyn & Berezovskiy, 2002
- K. poema Triapitsyn & Berezovskiy, 2002